# Kanji
O kanji (em japonês:  漢字, significa “caracteres da dinastia Han”) é um dos sistemas de escrita da língua japonesa formado por ideogramas onde cada um representa uma ideia concreta ou abstrata; são derivados de caracteres chineses da época da Dinastia Han; utilizados para escrever japonês junto com os silabários japoneses katakana (カタカナ) e hiragana (ひらがな), que representam os sons do idioma.
No mundo ocidental, kanji também é sinônimo de ideograma. Sempre foi muito utilizado na caligrafia para tatuagens. Devido ao imenso e variável número de kanjis, o Ministério da Educação japonês definiu, em 10 de outubro de 1981, a jōyō kanji, uma lista de kanjis oficiais, distribuídos por ordem de traços, de 1 até 23.

## História
Por volta do século IV foi estabelecida a escrita japonesa que combina o Kanji de origem chinesa com dois alfabetos silábicos japoneses, o hiragana e katakana e uma nova literatura. Há algumas discordâncias sobre como os kanjis chineses chegaram ao Japão, mas, é geralmente aceito que monges budistas, ao voltar para o Japão, trouxeram consigo textos chineses por volta do século V, que estavam na língua chinesa, e em um primeiro momento teriam sido lidos como tal. Com o passar do tempo, porém, um sistema conhecido como kanbun (漢文) foi desenvolvido no Japão; ele essencialmente usava sinais diacríticos japoneses nos textos chineses para possibilitar aos falantes do japonês lê-los de acordo com as regras da gramática japonesa. 
A língua japonesa não possuía forma escrita definida naquele tempo. Surgiu um sistema de escrita no Japão chamado man'yogana que usava um limitado número de caracteres chineses baseados em sua pronúncia, ao invés de seu significado. Man'yōgana escrito em estilo curvilíneo se tornou hiragana, um sistema de escrita japonês que era acessível às mulheres (que na época não recebiam educação superior). O silabário katakana emergiu por um caminho paralelo: estudantes de monastério simplificaram man'yogana a um único elemento constituinte. Desta forma estes dois sistemas de escrita japonesa, o hiragana e katakana, referidos coletivamente como kana, foram desenvolvidos com a finalidade de simplificação dos kanjis.

## Caracteres chineses: Diferenças japonês-chinês

### Os caracteres tradicionais e simplificados
O nome kanji é derivado do chinês, e significa "caracteres da dinastia Han", durante o qual a escrita chinesa e o primeiro dicionário de caracteres unificados (o Jiezi Shuowen) foi criado na China.
Embora os kanjis japoneses sejam formados a partir destes, os dois são diferentes.
- Por um lado não foram adquiridos todos os caracteres, por outro lado, alguns caracteres, os assim chamados kokuji, foram desenvolvidos no Japão.
- Os caracteres chineses foram simplificados na China e Japão ao longo dos anos, mais recentemente em 1947. As simplificações, no entanto, não foram iguais, de modo que toda uma série de caracteres estão agora disponíveis em três variantes, na forma dos caracteres: hanzi (China, Taiwan e Hong Kong), hanja (Coreias e Singapura) e kanji (grafia shinjitai).
- A pronúncia é diferente.
- Enquanto na língua chinesa todas as palavras e partículas gramaticais e também as palavras estrangeiras são escritas com caracteres do tipo kanji denominados hanzi, na língua japonesa somente elementos mais significativos são escritas em kanji, como substantivos, raiz de verbos e adjetivos, seguidos de terminações em hiragana (para tornar o kanji radical em verbo, adjetivos, advérbios; ou somente o uso do hiragana, no que diz respeito as partículas mais variadas), além do uso do katakana (para nomes estrangeiros e onomatopeias).

### Caligrafia
| Exemplo: evolução do caractere 馬 ma, cavalo * |                           |                           |                           |                           |                                   |                                   |                |
|                                                |                           |                           |                           |                           |                                   |                                   |                |
| Koukotsubun (甲骨文)                           | Kinbun (金文)             | Daitensho (大篆書)        | Shoutensho (小篆書)       | Reisho (隸書)             | Kaisho (楷書) Padrão Sino-japonês | Kaisho Padrão Chinês simplificado | Sousho (草書)  |
| Estilos antigo e medieval                      | Estilos antigo e medieval | Estilos antigo e medieval | Estilos antigo e medieval | Estilos antigo e medieval | Estilos atuais                    | Estilos atuais                    | Estilos atuais |

## Ideogramas
Os kanjis são ideogramas que expressam conceitos concretas e abstratas, através de radicais (partes indivisíveis dos kanjis) que dão a sugestão de que somadas formam a palavra (às vezes o radical é o próprio kanji, ou a palavra é formada por mais de um kanji). Há três tipos de kanjis:
Pictográficos: São desenhos de objetos e fenômenos do cotidiano. Exemplos:
- 火　(fogo. A lenha em chamas levantando labaredas para o alto)
- 日　(Sol. O traço do meio representa a estrela em si, e o quadrado ladeador, seu brilho)
- 月　(Lua. A esfera lunar com a parte esquerda oculta pela sombra)
- 川　(rio. Os traços ilustram as curvas formadas pela correnteza)
- 雨　(chuva. Gotas caem do alto)
- 人　(pessoa. Duas pernas)
- 木　(árvore. Evidencia a árvore e suas principais ramificações)
- 鳥　(pássaro. Está de perfil, a cabeça tem uma pluma rebelde e está voltada para esquerda. abaixo, a asa seguida das garras ou patas)
- 馬　(cavalo. De perfil, seu pescoço e cabeça voltados para esquerda. Traços horizontais formam a crina, e os inferiores suas patas e parte traseira-inferior o rabo)
- 龍　(dragão. Do lado esquerdo temos sua face; a partir da padronização de caligrafia reisho [隸書] em diante [sem passar para as formas cursivas], sua boca e bigode se assemelham com o radicais "lua" ou "carne", mas não o são, porque este kanji é um radical por si só; no Japão, foi substituído por 竜, mas ainda é razoavelmente utilizado)

Ideográficos: Representam o abstrato (sentimentos, ideias, números, etc.) Exemplos:
- 一　(um. um traço horizontal simboliza a "unidade")
- 二　(dois. dois traços, duas unidades)
- 三　(três. três traços, três unidades)
- 四　(quatro. Uma "caixa" 囗 com quatro cantos com os "membros humanos" (儿) que são quatro.)
- 上　(em cima/superior. O traço menor está acima da superfície)
- 下　(em baixo/inferior. O traço menor está abaixo da superfície)

Complexos: São subdivididos em dois tipos:
1. Formados por radicais que juntos formam uma nova ideia. Exemplos:
- 明　(claridade. É formado pela combinação dos radicais 日 [Sol] e 月 [Lua]
- 林　(bosque. É composto de dois radicais 木 [árvore])
- 森　(floresta. É formado por três radicais 木 [árvore])
- 男　(homem. É representado como "a força [力] e campos de arroz [田]")
- 休　(descansar. Uma pessoa [人] a relaxar junto a uma árvore [木])
- 好　(carinho, gostar. O sentimento de uma mãe [女] pelo seu filho [子])

2. Um radical fornece o sentido, e outro a pronúncia (na maioria das vezes on-yomi). Exemplos:
- 銅　(cobre. O radical 金 significa "metal", enquanto "igual" [同] fornece a pronúncia on-yomi dou)
- 聞　(ouvir, perguntar. O radical "orelha" [耳] dá o sentido, e "portão" [門] fornece a pronúncia on-yomi mon)
- 姓　(sobrenome. É composto pelos radicais "vida" [生 – definidor da pronúncia on-yomi sei] e "mulher" [女])

## Okurigana
O okurigana (送り仮名, literalmente "letras acompanhantes") são kanas que seguem o kanji na escrita de palavras japonesas. É usado geralmente para flexionar um adjetivo ou verbo, com o okurigana indicando o tempo do verbo (passado ou presente/futuro), dando um significado afirmativo/negativo, agregando um nível de cortesia, etc. Atualmente o okurigana se escreve com hiragana; antigamente, o katakana era usado em seu lugar. Por exemplo, o kanji 食 significa comer/comida, assim como o radical português com-. Isso é insuficiente, necessitando de um sufixo que dará o sentido. Por tanto, o verbo comer é escrito com a terminação "beru" 食べる (taberu) – assim como em português, o radical com- necessita de "-er" para formar o verbo.

### Formas verbais
Formas verbais: kanji (radical) + hiragana (sufixo).
1. infinitiva/casual (-u): (う, -く, -ぐ, -す, -つ, -ぬ, -む, -る)
- 読む (ler)

2. passiva/potencial (- u + aれる/られる)
- ...(に)読まれる　(é lido [por]…)
- 読まれる　(conseguir/ser capaz de ler)

3. Causativa (- u + aせる/させる)
- 読ませた　(obriguei a ler)

### Tempos verbais

#### Passado
- 食べた — (comi, comeste, comeu…)

#### Presente
- 食べる　(como, comes, come…)

### Polidez
- 食べます

#### Casual
- 食べた — (comi, comeste, comeu…)

#### Formal
- 食べました — (comi, comeste, comeu…)

### Formas transitiva, intransitiva ou bitransitiva
- 開けます (akemasu — transitivo: abrir)
- 開きます (akimasu — intransitivo: abrir-se)

- 出す (dasu — transitivo: enviar/despachar)
- 出る (deru — intransitivo: sair)
- 見る (miru — bitransitivo: ver)

### Adjetivos
Com os adjetivos ocorre o mesmo. Um kanji para se tornar adjetivo ele deve ser seguido da partícula い ou suas flexões de tempo e posição (afirmativa ou negativa). Há poucos kanjis que sozinhos formam adjetivos com a partícula な. Exemplos:
- 悪い (warui) Mal, ruim
- 悪くない (warukunai) Não é mal, não é ruim
- 悪かった (warukatta) Era mal, foi mal
- 悪くなかった (warukunakatta) Não era mal

Há ainda kanjis que antes de formar um adjetivo com い deva ter outro hiragana (mas comumente し). Exemplos:
- 新しい (atarashii) Novo
- 新しくない (atarashikunai) Não é novo
- 新しかった (atarashikatta) Era novo
- 新しくなかった (atarashikunakatta) Não era novo

- 静か(な) (shizuka-na) Calma (calmo[a])
- 簡単(な) (kantan-na) Facilidade (fácil)

## Leituras
Devido à maneira como os caracteres kanji foram adotados no Japão, um único kanji pode ser usado para escrever uma ou mais palavras e significados diferentes (ou, na maioria dos casos, morfemas). Pelo ponto de vista do leitor, é dito que os kanjis apresentam uma ou mais "leituras" diferentes. A escolha da leitura depende do contexto, significado pretendido, uso em compostos, e até a localização na frase. Alguns kanjis apresentam dez ou mais leituras possíveis. Essas leituras são normalmente categorizadas como on'yomi ou kun'yomi.

### On'yomi(leitura chinesa)
On'yomi (音読み), a leitura sino-japonesa, é uma aproximação da pronúncia chinesa do caractere na época em que ele foi introduzido no Japão. Alguns kanjis foram introduzidos várias vezes em épocas diferentes e a partir de distintas regiões e línguas da China, por isso temos múltiplos on'yomi e às vezes múltiplos significados. Normalmente não iria se esperar que kanjis inventados no Japão tivessem uma leitura on (estilo chinês de leitura), mas há exceções, como o caractere 働 (trabalhar), que apresenta o kun'yomi hataraku e o on'yomi dõ, e 腺 (glândula), que tem somente o on'yomi.
A leitura on'yomi ocorre principalmente em palavras compostas de múltiplos kanjis (熟語 jukugo), muitas das quais são o resultado da adoção (juntamente com o próprio kanji) de palavras chinesas para conceitos que não existiam na língua japonesa da época. Esse processo é comparável ao empréstimo de palavras estrangeiras de origem latina pelo português.

### Kun'yomi(leitura japonesa)
A leitura kun'yomi (訓読み), ou "leitura nativa", é baseada na pronúncia de uma palavra originariamente japonesa, ou yamatokotoba (大和言葉), que se aproximava do significado do caractere chinês na época em que este foi introduzido. Assim como o on'yomi, pode haver várias leituras kun'yomi para um mesmo kanji, ou até mesmo nenhuma.
Por exemplo, o kanji para leste, 東, apresenta on'yomi tō (tou). Mas, a língua japonesa já tinha duas palavras para "leste": higashi e azuma. Desse modo, ao caractere kanji 東 foram adicionadas essas duas pronúncias. Já o kanji 寸, que denota uma unidade de medida chinesa (aproximadamente 3 cm), não tinha nenhum equivalente na língua japonesa, por isso tem apenas uma leitura on'yomi: "sun".

### Quando usar cada leitura
Mesmo palavras com conceitos similares, como "leste" (東), "norte" (北) e "nordeste" (東北), podem ter leituras completamente diferentes: higashi e kita, leituras kun, são usadas nas duas primeiras, respectivamente; a terceira lê-se usando o on'yomi: touhoku.
A principal regra para determinar a leitura e pronúncia de um kanji em um determinado contexto é que kanjis aparecendo em compostos são normalmente lidos usando o on'yomi. Esses compostos são chamados jukugo (熟語) em japonês. Por exemplo, 情報 jōhō/jouhou (informação), 学校　gakkō/gakkou (escola) e 新幹線 shinkansen (trem-bala), todos seguem este padrão.
Kanjis que aparecem isolados — ou seja, escritos adjacentes a kana (hiragana e katakana) somente, não a outros kanjis—são normalmente lidos usando seu kun'yomi. Juntos ao seu okurigana, caso o possuam, eles normalmente funcionam como um substantivo ou como um verbo ou adjetivo flexionados. Por exemplo: 月 tsuki (Lua), 情け nasake (simpatia), 赤い akai (vermelho) (adj.), 新しい atarashii (novo), 見る miru (ver).
Há um terceiro tipo de leitura, na qual os kanjis são lidos pelo significado conjunto, ignorando-se as pronúncias on e kun de cada um deles isoladamente. Como um exemplo, veja a palavra para "adulto", que é 大人, que consiste dos kanjis 大 (grande) e 人 (pessoa). Contudo, a leitura não é daijin nem oohito como poderia se esperar das leituras on e kun, mas sim otona, pois essa é a palavra japonesa para "adulto".
Um outro exemplo é 明後日, que consiste de 明 (amanhã) + 後 (depois) + 日 (dia), ou seja "dia depois de amanhã". Existe a leitura myogonichi, que é feita pelos caracteres, mas o composto também pode ser lido como asatte, que significa "depois de amanhã" mas não está relacionado às pronúncias dos kanjis individuais.

### Quando não usarkanjis
Apesar de existirem kanjis para quase todas as palavras da língua japonesa, muitas vezes não é comum escrever certas palavras em kanji. Isso se deve ao fato do kanji daquela palavra ser muito complicado para o uso corriqueiro, ou quando a palavra é de uso tão comum que já se tornou mais prático sempre escrevê-la em kana.
Por exemplo, os pronomes これ, それ, あれ (kore — isto, sore — isso, are — aquilo) todos têm kanjis correspondentes (此れ, 其れ, 彼れ), mas quase nunca são utilizados (por uma questão de praticidade, e um caso especial ocorre com pronomes a (あれ, あの, etc.): o kanji utilizado para formá-los é 彼. Portanto, se escrevermos あの (ano — aquele[a]) com kanji (彼の)　surge a ambiguidade de sentidos, com o aparecimento da denotação kareno — que significa "dele". Exemplo:
彼の林檎は迚も美味しい。 — Denotações: "a maçã dele é muito saborosa" e "aquela maçã é muito saborosa"
Por isso, neste caso, é preferível utilizar o kanji 彼 quando se referir que algo é "dele". O mesmo ocorre com verbos de uso frequente como ある e　いる e する, cujos kanjis são, respectivamente 有る ou 在る　(conforme o sentido), 居る e 為る. A maioria das preposições e muitos advérbios são escritos em kana, apesar de terem kanjis. O caso do verbo ある é que se desejarmos expressar os verbos "haver", "possuir" e "existir", todos para seres inanimados, utiliza-se 有る. Mas para "localizar-se em", é mais adequado 在る.